# Acanthus (gènere)
|  | «Acant» redirigeix aquí. Vegeu-ne altres significats a «Acant (desambiguació)». |

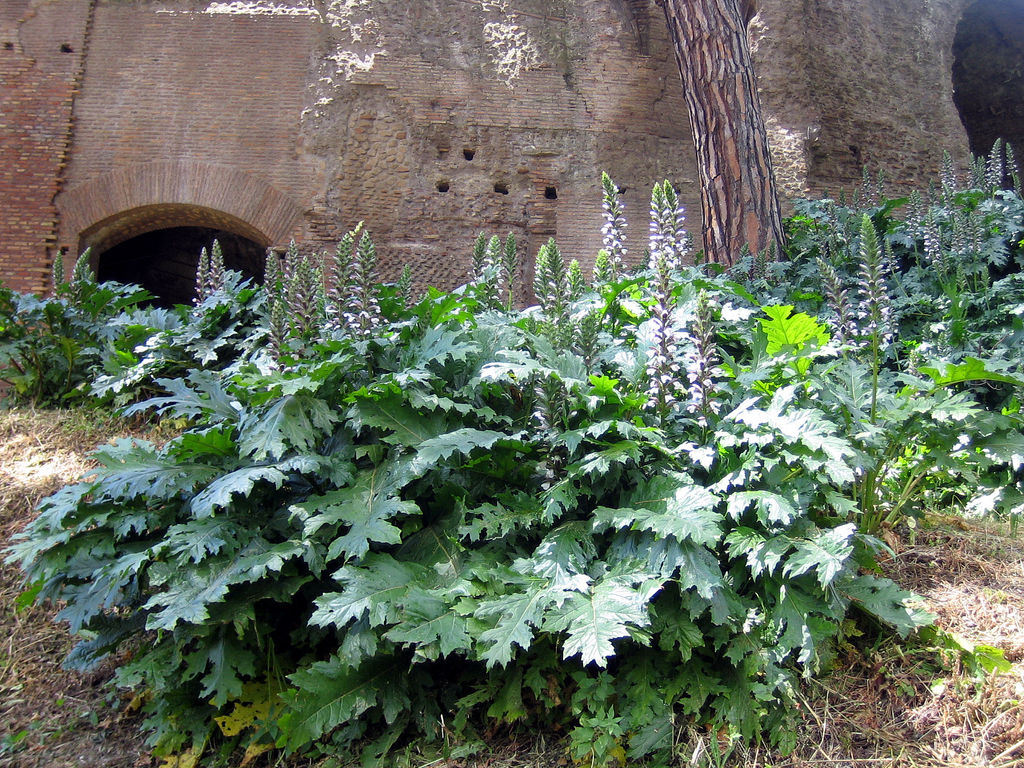
Ala d'àngel (Acanthus mollis) a Roma. Aquesta és l'espècie que predomina a Catalunya.

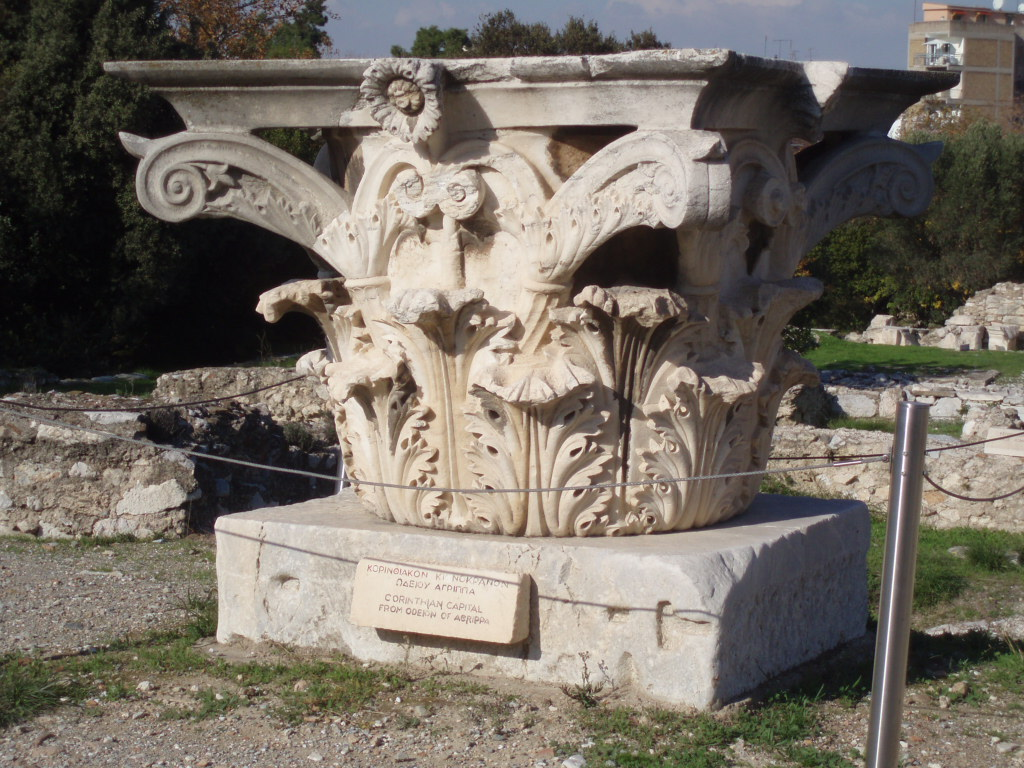
Capitell corinti amb fulles d'acant

Acanthus és un gènere de plantes amb flors de la família Acanthaceae.

## Característiques
Les plantes d'aquest gènere viuen a les zones temperades i tropicals del Vell Món. El nom acanthus prové del grec antic ἄκανθος (àcanthos), que vol dir 'espinós'.
Són plantes herbàcies perennes. Les fulles i les flors tenen espines i tenen una forma molt característica. Són relativament grosses, amb alçades de 0,4 m a 2 m. Les espècies al lao de Acanthus mollis i Acanthus spinosus són apreciades com a planta ornamental. Moltes espècies també s'utilitzen com a planta medicinal.
Les fulles d'acant amb diversos graus d'estilització, són l'origen del motiu decoratiu dels capitells de les columnes de l'estil corinti

## Taxonomia
N'hi ha unes 30 espècies; cal destacar-ne:
- Acanthus balcanicus - acant dels Balcans
- Acanthus dioscoridis
- Acanthus ebracteatus Vahl
- Acanthus eminens C.B.Clarke
- Acanthus hirsutus
- Acanthus hungaricus - acant d'Hongria
- Acanthus ilicifolius L.
- Acanthus mollis L. - ala d'àngel, cànem de bruixa, (herba) carnera, carnera dolça, (herba) geganta, herba de les plagues, branca ursina o braç de l'onso (acant que no té espines)

- Acanthus montanus T.Anderson
- Acanthus polystachyus
- Acanthus spinosus L. - acant espinós,
- Acanthus syriacus Boiss.[3]